# Геррі Дейкерс
Геррі Дейкерс (нід. Gerrie Deijkers ; 13 листопада 1946, Бреда, Нідерланди — 29 жовтня 2003, там же) — нідерландський футболіст, який виступав в амплуа півзахисника.

## Клубна кар'єра
Дейкерс народився 1946 року в місті Бреда. Першою командою стала «Баронія», де за 6 сезонів зіграв багато матчів, та забив 28 голів. Після чого на сезон підписав контракт із «Бредою», де за сезон зіграв 28 матчів та забив 8 голів. Потім зіграв сезон в амстердамському «Віллем», де за один сезон набив 25 голів у 32 матчах.
У 1970 році він підписав двох сезонний контракт із клубом «ДВС», де зіграв понад 50 матчів та забив 10 голів. Також сезон провів у клубі «Де Графсхап».
У сезоні 1973/74 він підписав шестирічний контракт з ейндховенським «ПСВ», де виборов шість титулів — тричі став чемпіоном Нідерландів, двічі Кубок Нідерландів, і в сезоні 1977/78 виграв Кубок УЄФА. Крім цього, того ж сезону став найкращим бомбардиром турніру, разом із Раймондо Понте забивши по вісім голів. Всього за ейндховенців Дейкерс зіграв 170 матчів і забив 35 голів.
У бельгійському клубі «Берінген» він провів один сезон, де зіграв 8 матчів та забив 2 голи.
За сезон у «Вітесі» він зіграв 20 матчів і забив 12 голів.

## Особисте життя
У 2003 році Дейкерс помер від серцевого нападу.

## Досягнення

### Клубні
ПСВ
- Чемпіон Нідерландів (3): 1974-75, 1975-76, 1977-78
- Володар Кубка Нідерландів (2) :1973-74, 1975-76
- Володар Кубка УЄФА: 1977-78

### Особисті
- Найкращий бомбардир Кубка УЄФА (8 голів, 1977/1978) — спільно з Раймондо Понте